# フェート・フィアダ
フェート・フィアダ (フェース・フィアダ）（アイルランド語: féth fíada）、あるいはフェ・フィアダ
(fé fíada)は、アイルランドの神話や伝説における隠形の能力。

## 概要
トゥアハ・デ・ダナーン（ダーナ神族）やドルイドが用いるフェート・フィアダは、隠形の能力であることは共通しているがその具体的な姿は伝承により様々である。
ある時はフェート・フィアダは魔力を持った霧である。『二つの牛乳差しの館の滋養』

ではマナナン・マクリルが各人（各神）がどのシーに棲んで暮らすかの振り分けをし、フェート・フィアダをたちこめさせて、人間界から見えなくした。
また、『アイルランド来寇の書』では、トゥアハ・デ・ダナーンが、船もなく霧の雲に乗ってアイルランドにやって来たとも書かれているが、別箇所では、じっさいは着陸したときに船を焼却し、煙が立ち込めたので煙霧にまとわれてやってきたなど言う輩もいる、などともっともな理屈をつけて説明している。
この魔霧は、別の呼び名で「ドルイドの霧」とも称されており、アルスター物語群に分類される『ブリクリウの饗応』に用例が見られる。
ある時はフェート・フィアダは着用者の身を隠す衣である。1014年のクロンターフの戦いではダルカッシャンの英雄 Dunlang O'Hartigan がこのフェート・フィアダを纏い身を隠したとされる。
またある時にはフェート・フィアダは魔力を持った呪文であると見なされた。この呪文を唱えることによってドルイド達は自らの姿を隠すことができると伝えられた。
アイルランドのキリスト教化の影響により、こうした能力はキリスト教の聖人が持っていたようにも描かれている。それが示唆されているのが、聖パトリックの作とされる一篇の讃美歌と、それが作られた事情の記述である(en:Saint Patrick's Breastplate)。アイルランド上王ロイガレ・マク・ニアルは、聖人たちがタラにやってきて布教ができないように前哨隊をさしむけて襲わせようとしたのだが、パトリックがこの讃美歌を歌うと、王の追手は聖人たちの一団を鹿と小鹿に見間違えて発見することができなかった。そのとき歌った不思議な力を持つ讃美歌の題名がフェート・フィアダであった。これは「鹿（しし）の叫び」("Deer's Cry")と意釈することもできるが、まずまちがいなく魔霧フェート・フィアダに由来する命名だろうと考察されている。

## 参照項目
- 姿隠しのマント（英語版）
- タルンカッペ（ドイツ語版）
- 煙幕

## 資料文献
- ディロン, マイルズ 著、青木義明 訳『古代アイルランド文学』オセアニア出版社、1987年。ISBN 4-87203-006-0。
- マイヤー, ベルンハルト 著、鶴岡真弓 平島直一郎 訳『ケルト事典』創元社、2001年。ISBN 4-422-23004-2。
- 松村武雄『儀礼及び神話の研究』培風館、1974年。
- Joyce, P.W. (1920). A social history of ancient Ireland. 1. Dublin: M.H.Gill and son,LTD
- Mackillop, James (1998), Dictionary of Celtic Mytholgy, Oxford: Oxford University Press, ISBN 0192801201
- Dobbs, Margaret E. (1929), “Altrom Tighi da Meadar (The Fosterage of the House of Two Goblets)” (snippet), Zeitschrift für Celtische Philologie 18 (ed. & tr.) (CLC, English)
- Stokes, Whitley; Strachan, John (1901), “Patrick's Hymn” (google), Thesaurus Palaeohibernicus (Cambridge: Cambridge University Press) 2; Introduction, p.xl
- Henderson, George (1899) (google), Fled Bricrend: the feast of Bricriu, London: David Nutt